# سيمونا كاسترو
سيمونا كاسترو (بالإسبانية: Simona Castro)‏ هي لاعبة جمباز فني تشيلية، ولدت في 11 يناير 1989 في سانتياغو في تشيلي.

## وصلات خارجية
- سيمونا كاسترو على موقع الاتحاد الدولي للجمباز (biography) (الإنجليزية)
- سيمونا كاسترو على موقع أوليمبيديا (الإنجليزية)